# Ithaka
Ithaka (Grieks officieel: Δήμος Ιθάκης, Latijnse spelling Ithaca) is een van de Ionische Eilanden en een gelijknamige gemeente (dimos) die vanaf 2011 op zich eveneens een - gelijknamige - regionale eenheid (periferiaki enotita) vormt in de Griekse bestuurlijke regio (periferia) Ionische Eilanden.
Het hoogste punt is de berg Niritos met 809 meter.
Het eiland had grote schade tijdens de Ionische aardbeving van 1953. Op 12 augustus vernielde een aardbeving van 7,2 op de schaal van Richter 70% van de huizen en vielen er vele doden. Een uitzondering was de villa Drakoulis die grotendeels gespaard bleef. Een belangrijk deel van de inwoners verliet het verwoeste eiland.

## Geboren op Ithaka
- Ioannis Metaxas (1871), militair en dictator

Corfu · Ithaka · Kefalonia · Lefkada · Zakynthos